# Puder (film)
Puder är en svensk långfilm från 2001 i regi av Marie-Louise Ekman.
Premiären hölls den 9 februari 2001 på Triangelfilms Biografen Sture i Stockholm. Filmen visades sedan i Göteborg, Malmö, Lund och Uppsala.

## Rollista
- Vippan: Gösta Ekman
- Ambel: Örjan Ramberg
- Den medelålders skådespelaren: Dan Ekborg
- Medskådespelerskan: Lena Nyman
- Teaterchefen: Rolf Skoglund
- Regissören: Tova Magnusson Norling
- Den unge moderne mannen: Alexander Bard
- TV-scriptan.: Ulla-Britt Norrman
- Ambels vän: Figge Norling